# Убуд
Убуд е град на индонезийския остров Бали в окръг Убуд, разположен сред оризища и стръмни клисури в централните предпланини на регентство Гианяр. Популяризиран като център на изкуствата и културата, той е развил голяма туристическа индустрия. Представлява северната част на столичния район Голям Денпасар (известен като Sarbagita).
Убуд, често погрешно смятан за малък град, е административен район (kecamatan) с население от 74 800 души (според преброяването от 2020 г.) на площ от 42,38 km2. Централната част на Убуд desa (село) има население от 11 971 души, площ от 6,76 km2  и приема повече от три милиона чуждестранни туристи всяка година. Районът около града е съставен от малки ферми, оризища, агролесовъдни насаждения и туристически места за настаняване. През 2018 г. повече туристи са посетили Убуд, отколкото Денпасар.

## История
Легенда от VIII век разказва за явански свещеник, Рси Маркендия, който медитирал при мястото на сливане на две реки (благоприятно място за индусите) в местността Кампухан в Убуд. Там той основал храма Gunung Lebah в дъното на долината; мястото става поклонническо.
Първоначално градът е бил важен като източник на лечебни билки и растения; Убуд получава името си от балийската дума ubad (лекарство).
В края на XIX век Убуд става седалище на феодалите, които дължат вярност на краля на Гианяр, по едно време най-могъщата от южните държави на Бали. Феодалите са били членове на балийската каста на кшатрите на Сук и важни крепители на все по-известната художествена сцена в селото.
През втората половина на XX век в Убуд живее Антонио Бланко, испано-американски художник (от 1952 г. до смъртта си през 1999 г.). През 60-те години на века има нов подем на творческа енергия след пристигането на холандския художник Ари Смит и развитието на Движението на младите художници. Туристическият бум в Бали от края на 60-те години довежда до голямо развитие в града.
През 2002 г. терористични атентати причиняват спад на туристите в Бали, включително и в Убуд. В отговор на това е създаден Фестивалът на писателите и читателите в Убуд, за да спомогне за съживяването на туризма, основен икономически отрасъл на острова.

## Улици
Главната улица е Jalan Raya Ubud (Jalan Raya означава главен път), тя минава от изток на запад през центъра на града. На юг от нея се простират два дълги пътя, Jalan Monkey Forest и Jalan Hanoman.

## Сгради
Puri Saren Agung е голям дворец, разположен при пресечната точка на пътищата Monkey Forest и Raya Ubud. Резиденцията на Tjokorda Gede Agung Sukawati (1910 – 1978), последният управляващ монарх на Убуд, все още е собственост на кралското семейство. Във вътрешните ѝ дворове се провеждат танцови представления и церемонии. Дворецът е и един от първите хотели в Убуд, който отваря врати през 30-те години на XIX век.
Съществуват редица индуистки храмове като Pura Desa Ubud – главният храм, Pura Taman Saraswati и Pura Dalem Agung Padangtegal – храмът на смъртта. Храмът Gunung Kawi е мястото на кралските гробници. Гоа Гаджа (Goa Gajah), известна още като Пещерата на слона, се намира в стръмна долина точно извън Убуд, близо до град Бедулу.
„Луната на Педженг“, в близкия Педженг (Pejeng), е най-големият еднократно отлят бронзов тимпан в света, датиращ от около 300 г. пр.н.е. Това е популярна дестинация за туристи, интересуващи се от местната култура.

## Транспорт
Подобно на други градове, популярни сред туристите в Бали, не е разрешено да се поръчва такси с брояч или споделено пътуване за вземане в Убуд. Вместо това, такси и цена трябва да се договорят с член на местната таксиметрова кооперация. Тази протекционистка система гарантира, че водачът е от местния район и също така поддържа тарифите завишени до 10 пъти над цените, налични другаде.

## Икономика
Икономиката на Убуд е силно зависима от туризма, който се фокусира върху пазаруване, курорти, музеи, йога и зоологически градини. Съществува силен акцент върху устойчивата икономика по отношение на индустрията за търговия на дребно в Убуд, като много балийски марки предпочитат материали и съставки, които не биха причинили много отпадъци на околната среда. От домашни и битови удобства до тропически марки облекло, Убуд разполага с доста уникален набор от селекции на дребно, които се оказват привлекателни за туристите от цял свят.
Една от инициативите, които са издигнали Убуд като популярна туристическа дестинация през последните години, е Фестивалът на храната в Убуд (UFF). Провеждайки се за по-малко от седмица всеки април, този фестивал обединява колеги ресторантьори и ресторанти в Убуд, за да създадат или специални менюта, или конкретни промоции, които може да не са налични през други месеци.
За разлика от туристическия район в южната част на Бали, районът на Убуд е по-малко населен от местни жители. Туристите далеч надвишават местните жители; Регентството Гианяр е отбелязало 3 842 663 посещения на туристи през 2017 г. – 1,3 милиона са посетили само Гората на маймуните в Убуд.

## Култура
Градът и областта разполагат с редица музеи на изкуството, като Музея на Ренесанса Бланко, Музея Пури Лукисан, Музея на изкуството Нека и Музея на изкуството Агунг Рай. Музеят Рудана в Пелиатан е наблизо. Галерии, популяризиращи местни и чуждестранни занаяти, също изобилстват в Убуд. Някои често организират изложби, насочени към стимулиране на диалог между местни и международни художници и по-малко към продажба на произведения на изкуството. Един от основните примери е BIASA ArtSpace, основан от арт ентусиастката и модна дизайнерка Сузана Перини.
Tek Tok е традиционен балийски танц, който е придружен от музикален звук от устата Tek Tok заедно с различни комбинации от движение на тялото и други звуци. Историята, разказана от Драупади Парва в танца Tek Tok, предава морално послание: когато жена, която въплъщава ценностите на търпение, жертва, състрадание, преданост и свята искреност, бъде неуважавана, тогава бедствия и бедствия ще сполетят кралството или държавата. Тази история също предава посланието, че истината, добродетелта, предаността и истинското състрадание винаги ще бъдат защитени от Бог. Танцовото представление Tek Tok се провежда редовно в Културния център Бали (BCC) в Убуд четири пъти седмично. Фестивалът на писателите и читателите в Убуд (UWRF) се провежда всяка година, в него участват писатели и читатели от цял свят.
Много балийски танци се изпълняват около Убуд, включително Legong от Peliatan Dance Group, първата трупа, пътувала в чужбина.

## Климат
Климатът е екваториален.

## Администрация
Кекаматанът (окръгът на Убуд) се състои от следните деса (села): Кедеватан, Саян, Сингакерта, Пелиатан, Мас, Лодтундух, Петулу и самият Убуд.

## Природа
Mandala Suci Wenara Wana  е известна на западняците като Гората на маймуните в Убуд. На територията има действащ храм и се намира близо до южния край на улица Monkey Forest. В тази защитена зона се помещава Pura Dalem Agung Padangtegal (Храмът на смъртта) и от юни 2017 г. там живеят приблизително 750 явански макаци (Macaca fascicularis).
Разходката по билото Кампухан, хълм в близкия Кампухан, е с гледка към водослива на две реки, Tukad Yeh Wos Kiwa и Tukad Yeh Wos Tengen. Един метър широка павирана пътека минава около два километра до върха на хълма, който е популярно място за гледане на залеза.